# Piłka wodna na Mistrzostwach Świata w Pływaniu 2015

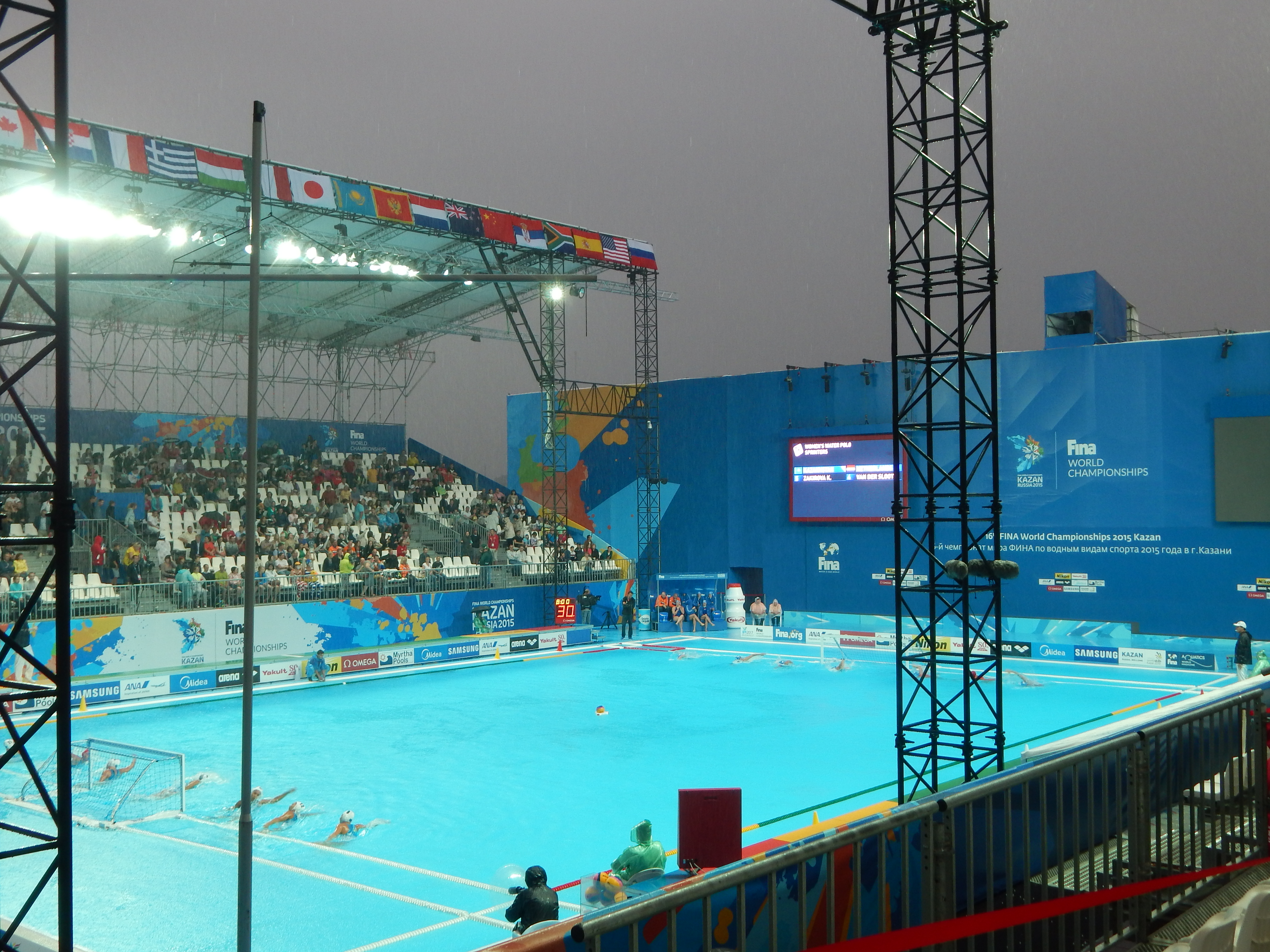
Mecz Kazachstan – Holandia w rundzie play-off kobiet

Zawody w piłce wodnej na 16. Mistrzostwach Świata w Pływaniu rozegrano w dniach 26 lipca – 8 sierpnia 2015 r. na pływalni Water Polo Arena. Rywalizację wśród kobiet zwyciężyły reprezentantki Stanów Zjednoczonych, a wśród mężczyzn – zespół serbski.

## Program
Źródło:
| Data       | Godzina | Konkurencja        |
| ---------- | ------- | ------------------ |
| 26 lipca   | 8:30    | Runda eliminacyjna |
| 27 lipca   | 8:30    | Runda eliminacyjna |
| 28 lipca   | 8:30    | Runda eliminacyjna |
| 29 lipca   | 8:30    | Runda eliminacyjna |
| 30 lipca   | 8:30    | Runda eliminacyjna |
| 31 lipca   | 8:30    | Runda eliminacyjna |
| 1 sierpnia | 10:50   | Runda play-off     |
| 2 sierpnia | 10:50   | Runda play-off     |
| 3 sierpnia | 8:30    | Ćwierćfinały       |
| 4 sierpnia | 8:30    | Ćwierćfinały       |
| 5 sierpnia | 10:50   | Półfinały          |
| 6 sierpnia | 10:50   | Półfinały          |
| 7 sierpnia | 14:00   | Finał kobiet       |
| 8 sierpnia | 14:00   | Finał mężczyzn     |

## Medaliści
Źródło:
| Konkurencja           | 1. miejsce | 2. miejsce | 3. miejsce |
| Mężczyźni (szczegóły) | Serbia · Milan Aleksić · Miloš Ćuk · Filip Filipović · Živko Gocić · Nikola Jakšić · Dušan Mandić · Branislav Mitrović · Slobodan Nikić · Duško Pijetlović · Gojko Pijetlović · Andrija Prlainović · Sava Ranđelović                                        | Chorwacja · Marko Bijač · Luka Bukić · Damir Burić · Andro Bušlje · Maro Joković · Luka Lončar · Petar Muslim · Paulo Obradović · Josip Pavić · Fran Paškvalin · Antonio Petković · Anđelo Šetka · Sandro Sukno                                    | Grecja · Christos Afroudakis · Evangelos Delakas · Georgios Dervisis · Konstantinos Flegkas · Ioannis Fountoulis · Stefanos Galanopoulos · Konstantinos Genidounias · Alexandros Gounas · Christodoulos Kolomvos · Konstantinos Mourikis · Emmanouil Mylonakis · Kyriakos Pontikeas · Angelos Vlachopoulos |
| Kobiety (szczegóły)   | Stany Zjednoczone · Kami Craig · Rachel Fattal · Makenzie Fischer · Kaleigh Gilchrist · Ashley Grossman · Samantha Hill · Ashleigh Johnson · Courtney Mathewson · Madelin Musselman · Kiley Neushul · Melissa Seidemann · Margaret Steffens · Alys Williams | Holandia · Laura Aarts · Amarens Genee · Dagmar Genee · Lieke Klaassen · Maud Megens · Marloes Nijhuis · Vivian Sevenich · Miloushka Smit · Nomi Stomphorst · Leonie van der Molen · Catharina van der Sloot · Isabella van Toorn · Debby Willemsz | Włochy · Rosario Aiello · Laura Barzon · Roberta Bianconi · Tania Di Mario · Giulia Enrica Emmolo · Teresa Frassenitti · Arianna Garibotti · Giulia Gorlero · Francesca Pomeri · Elisa Queirolo · Federica Radicchi · Chiara Tabani · Laura Teani                                                          |

## Klasyfikacja medalowa
Źródło:
| Miejsce | Państwo           | Złoto | Srebro | Brąz | Razem |
| ------- | ----------------- | ----- | ------ | ---- | ----- |
| 1.      | Serbia            | 1     | 0      | 0    | 1     |
| 1.      | Stany Zjednoczone | 1     | 0      | 0    | 1     |
| 3.      | Chorwacja         | 0     | 1      | 0    | 1     |
| 3.      | Holandia          | 0     | 1      | 0    | 1     |
| 5.      | Grecja            | 0     | 0      | 1    | 1     |
| 5.      | Włochy            | 0     | 0      | 1    | 1     |